# جيني غالواي
جيني غالواي (بالإنجليزية: Jenny Galloway)‏ هي مغنية وممثلة بريطانية، ولدت في 1949 في المملكة المتحدة. من الجوائز التي نالتها جائزة لورنس أوليفيه.

## جوائز
- جائزة لورنس أوليفيه

## وصلات خارجية
- جيني غالواي على موقع IMDb (الإنجليزية)
- جيني غالواي على موقع ألو سيني (الفرنسية)
- جيني غالواي على موقع ميوزك برينز (الإنجليزية)
- جيني غالواي على موقع أول موفي (الإنجليزية)
- جيني غالواي على موقع قاعدة بيانات برودواي على الإنترنت (الإنجليزية)
- جيني غالواي على موقع قاعدة بيانات الأفلام السويدية (السويدية)
- جيني غالواي على موقع ديسكوغز (الإنجليزية)
- جيني غالواي على موقع قاعدة بيانات الفيلم (الإنجليزية)
- جيني غالواي على موقع كينوبويسك (الروسية)